# Маури, Хосе
Хосе́ Агусти́н Ма́ури (итал. José Agustín Mauri; 16 мая 1996, Реалико, Аргентина) — итальянский футболист аргентинского происхождения, полузащитник клуба «Атлетико Сармьенто».

## Клубная карьера
Хосе является воспитанником молодёжной академии «Пармы».
3 декабря 2013 года Маури дебютировал за пармезанцев во встрече Кубка Италии с «Варезе». Появившись на поле на 68 минуте встречи, Хосе уже через три минуты получил предупреждение. 26 января 2014 полузащитник провёл первый матч в серии А, выйдя на замену в конце матча с «Удинезе».
Сезон 2014/15 для Маури начался во встрече четвёртого тура против «Ромы». Спустя пять дней в игре с «Удинезе» Хосе отметился забитым мячом и результативной передачей.
1 июля 2015 года в связи с банкротством «Пармы» Хосе получил статус свободного агента. 2 июля 2015 года агент футболиста Альфредо Педулла сообщил, что Хосе в ближайшее время подпишет контракт с «Миланом» сроком на 4 года с заработной платой около 1 млн евро за сезон + бонусы.
6 июля 2015 года официально перешёл в «Милан» на правах свободного агента.
30 августа 2016 года был отдан в аренду «Эмполи» до 30 июня 2017 года.
В сентябре 2019 года подписал контракт с клубом чемпионата Аргентины «Тальерес».
5 августа 2021 года Маури перешёл в клуб MLS «Спортинг Канзас-Сити», подписав контракт до конца сезона 2022 с опцией продления на сезон 2023. В главной лиге США дебютировал 3 сентября 2021 года в матче против «Лос-Анджелеса». 11 сентября 2021 года в матче против «Чикаго Файр» забил свой первый гол в MLS. 12 апреля 2022 года Маури расторг контракт со «Спортингом КС» по взаимному согласию сторон.

## Карьера в сборной
Так как одна из бабушек Хосе родом из Италии, полузащитник может выступать как за сборную Аргентины, так и за сборную Италии. 12 сентября 2012 года Маури дебютировал за юношескую сборную Италии (до 17 лет) в товарищеской встрече со сверстниками из Израиля. Спустя два дня в игре с юношеской сборной Германии Хосе отметился забитым мячом. Всего за юношескую сборную Италии полузащитник сыграл 6 матчей и отметился 2 забитыми мячами.
В 2015 году заявил о своём желании выступать за национальную сборную Аргентины.